# Red Oaks
Red Oaks est une série télévisée web d'Amazon Studios. Le pilote est réalisé par David Gordon Green, qui l'a également coproduit avec l'écrivain Joe Gangemi et le scénariste Gregory Jacobs. La première saison complète a été publiée sur Amazon Video le 9 octobre 2015. Le 18 décembre 2015, Amazon annonce officiellement la sortie d'une deuxième saison en 2016. La deuxième saison sort le 11 novembre 2016. Le 30 janvier 2017, Amazon annonce que la série est reconduite pour une troisième et dernière saison. Celle dernière sort le 20 octobre 2017.

## Saison 1
1. Le job d'été
2. Le double
3. Une magnifique journée
4. Le Boss de la Fête
5. Le 4 juillet
6. Événement privé
7. Échange de corps
8. Et plus si affinités
9. Un jeune homme exemplaire
10. La fête hawaïenne

## Saison 2
1. Noël à Paris
2. Coup d'envoi
3. La Fête des Pères
4. La Bris
5. Indépendance
6. Amour de jeunesse
7. Une si belle occasion
8. Objets trouvés
9. Le mariage
10. Le verdict

## Saison 3
1. Un été en ville
2. Samwich
3. Une proposition particulière
4. Souvenirs
5. Libéré sur parole
6. Action !

## Synopsis
Durant l'été 1985, David Myers, 20 ans, décroche un emploi saisonnier dans un country club du New Jersey majoritairement fréquenté par des juifs. Entre des clients pas toujours faciles et des employés pas toujours sympathiques, le jeune homme tente de découvrir quelle direction donner à sa vie.

## Lieux de tournage
Le lieu de tournage principal est le Edgewood Country Club à River Vale dans le New Jersey. Les autres lieux de tournage sont le Florence Park à Mamaroneck dans l'État de New York, le Willow Ridge Country Club dans le Comté de Westchester et Paris en France.

## Distribution

### Principaux
- Craig Roberts (VF : Benjamin Bollen) : David Myers
- Jennifer Grey (VF : Virginie Ledieu) : Judy Myers, la mère de David
- Richard Kind (VF : Bernard Bollet) : Sam Myers, le père de David
- Ennis Esmer (VF : Nessym Guetat) : Nash, superviseur de David, le pro du tennis du country club
- Oliver Cooper (VF : Fabrice Trojani) : Wheeler, le copain de David
- Alexandra Turshen (VF : Nathalie Bienaimé) : Misty
- Gage Golightly (VF : Anouck Hautbois) : Karen, la petite amie de David
- Josh Meyers (VF : Emmanuel Curtil) : Barry
- Paul Reiser (VF : Philippe Vincent) : Doug Getty, président du country club et aussi le patron de David, Nash et Wheeler
- Alexandra Socha (VF : Nastassja Girard) : Skye Getty, la fille de Doug

### Récurrents
- Maria Dizzia (VF : Claire Baradat) : professeur Beryl Fox
- Gina Gershon (VF : Isabelle Ganz) : Fay Getty, la femme de Doug
- Greer Barnes (en) () : Terry
- Rachel Feinstein (VF : Valérie Nosrée) : Jean Blum
- David Fierro (VF : Fabrice Lelyon) : Ganz
- Brad Gilbert (VF : Arnaud Arbessier) : Stan Feinberg
- Jessica Hecht (VF : Magali Barney) : Rebecca
- John Hodgman (VF : Laurent Mantel) : Travis[8]
- Mark Linn-Baker (VF : Jean-Loup Horwitz) : Rabbi Ken
- Tijuana Ricks () : Shirley
- Freddie Roman (VF : Achille Orsoni) : Herb
- Beth Stelling Margot
- James Waterston Dr Dale Blum
- Annabelle Dexter-Jones : Xan

## Production
Pour son rôle de Nash, Ennis Esmer a lu le script avec le réalisateur David Gordon Green avec sa voix "normale" et avec un accent inventé que The New York Times décrit comme étant un accent « Indo Middle Eastern British », tout en essayant de faire rire Green. Esmer a utilisé un entraîneur vocal pour améliorer l'accent et a continué à l'employer sur le plateau.

## Réception critique
Le pilote a reçu des critiques plutôt positives.
Entertainment Weekly a donné au pilote un B+ et a distingué la performance d'Esmer : 
« The amusing Ennis Esmer is the best thing here, as David’s sleazy co-worker Nash. But it’s sometimes hard to tell if Red Oaks is a clever dissection of old, reactionary sex comedies, or if it's just a reactionary sex comedy itself. B+. »
— Entertainment Weekly

« L'amusant Ennis Esmer est la meilleure chose ici, en tant que collaborateur sordide de David Nash. Mais il est parfois difficile de dire si Red Oaks est une dissection intelligente de vieilles comédies sexuelles réactionnaires, ou si c'est juste une comédie sexuelle réactionnaire elle-même. B+. »
The New York Times a apprécié le pilote : 
« Set at a suburban New Jersey country club in 1985, Mr. Green's pilot is not a sendup of 1980s coming-of-age comedies or even a tribute to them, but a surprisingly straightforward extension of the genre. It's as if the spirits of John Hughes, Harold Ramis and the young Richard Linklater had all gotten together to consult. »
— The New York Times

« Installé dans un country club dans la banlieue du New Jersey en 1985, le pilote de M. Green n'est pas un faire-valoir des comédies de passage à l'âge adulte des années 1980 ou même un hommage à elles, mais une extension étonnamment simple du genre. C'est comme si les esprits de John Hughes, Harold Ramis et du jeune Richard Linklater s'étaient réunis pour se consulter. »
Newsday l'a également apprécié : 
« A funky retro-'80s distinctiveness makes "Red Oaks" Amazon's single best new series. Dryly amusing, the characters are sharply drawn and often appealing – even when they are not. Ennis Esmer ruthlessly heists every scene he's in, and Craig Roberts deftly creates a character you may even recognize from your own past – only funnier. »
— Newsday

« Une particularité funky rétro des années 80 fait de "Red Oaks" la meilleure nouvelle série d'Amazon. Sèchement drôles, les personnages sont nets et souvent attrayants - même quand ils ne le sont pas. Ennis Esmer tue impitoyablement chaque scène dans laquelle il se trouve et Craig Roberts crée adroitement un personnage que vous reconnaissez peut-être même dans votre propre passé, mais en plus drôle. »

Sur le site Rotten Tomatoes, la série détient un score de 81%, une note moyenne de 7,8/10, basé sur 26 avis. Rotten Tomatoes écrit : 
« Red Oaks offers an affectionate nod to 1980s sex comedies that – largely thanks to a talented ensemble cast – finds fresh humor in its familiar premise. »
— Rotten Tomatoes

« Red Oaks offre un clin d'œil affectueux aux comédies sexuelles des années 1980 qui, grâce en grande partie à un casting talentueux, trouve un humour frais dans ses prémisses familières. »
Metacritic donne au spectacle un score de 70 sur 100, échantillonné à partir de 21 revues, ce qui signifie « critiques généralement favorables ».